# Захар Беркут (фільм, 1971)
«Заха́р Бе́ркут» — український радянський кольоровий широкоформатний стереофонічний художній фільм 1971 року, знятий за мотивами однойменної повісті Івана Франка про подвиг невеличкої карпатської громади, що 1241 року вступила в нерівний двобій з татаро-монгольськими завойовниками.

## Сюжет
До боярина Тугара Вовка прибуває Максим, син місцевого старійшини Захара Беркута, з запрошенням прийти на віче. Тугар зневажливо ставиться до віче, знаючи, що його владу, дану князем Данилом, не визнають. Але він погоджується прийти, якщо Максим покаже лігвище ведмедів, аби їх вполювати.
Тугар зі своїми воїнами та дочкою Мирославою і Максимом вирушає на полювання. Під Мирославою провалюється стара кладка і дівчина падає у ведмеже лігво. Максим рятує її від ведмедя, Тугар обіцяє віддячити. Мисливці зупиняються відсвяткувати, на застіллі Тугар жалкує, що на Русі немає смертної кари, бо людей важко залякати, змусити коритися владі, — вони натомість живуть самоврядними громадами. Обурена словами батька, Мирослава вирушає сама додому. Тугар наказує Максиму наздогнати її, і Максим проводить дівчину короткою дорогою до себе в село Тухля. Обоє розуміють, що взаємно закохалися.
Зранку Тугар приходить за дочкою і наказує вигнати Максима. Тим часом в Тухлю приходить Дмитро, що втік із полону. Він повідомляє, що Тугар зрадник і служить орді, котра наближається до Тухлі.
Тугар прибуває на віче, де вимагає покори йому в обмін на захист від орди. Захар Беркут відмовляється скоритися, а замість цього пропонує вирушити проти татарів як рівні. Тугар заперечує це, хвалячись своїми подвигами в битві на Калці, за які йому всі нібито зобов'язані життям. Але проти нього свідчить Дмитро, що служив у війську Тугара. Він розповідає як той перейшов на бік татарів. Розгніваний Тугар убиває Дмитра, громада проганяє вбивцю і намірюється розправитися з Мирославою. Максим заступається за Мирославу, кажучи, що покладати на неї провину — отже самими стати злочинцями.
Забравши дочку, Тугар вирушає до татарів, яких очолює хан Бурунда. Він сподівається, що татари визнають указ князя Данила та допоможуть придушити непокірний народ, але стається не так, як гадалося. Хан розпитує які народи живуть за Карпатами та намірюється завоювати їх так само, як і тутешніх людей. Також, він вимагає аби Тугар віддав йому Мирославу як наложницю й погрожує вбити його. Побачивши його страх і розпач, хан обіцяє помилування, якщо Тугар проведе військо Бурунди через перевал, на вході до якого стоїть Тухля. Військо поки зупиняє тільки глибокий сніг в горах.
Очоливши загін, Тугар нападає на Тухлю і пропонує здатися. Тухольці виступають проти нього з боєм, але Максима в полон. Максим дорікає хану, що йому служать через страх покарання. Тоді хан наказує спалити Максима живцем, але Тугар просить зробити Максима провідником через перевал. Максим радить Мирославі тікати та передати, що він поведе татарів до скелі під назвою Сторож. Діставшись до Тухлі, Мирослава розповідає, що Максим живий і повідомляє про плани татарів.
Навесні хан захоплює Галич і, порушивши обіцянку, вбиває полонених. Захар скликає тухольців на раду, де пропонує всім, хто хоче, тікати. Але сам він лишається стояти на смерть. Тухольці підтримують його та готуються до оборони. Вони спалюють своє майно, що може дістатися ворогам, і йдуть повалити Сторожа, щоб перекрити річку. Внаслідок цього перевал починає затоплювати.
Вода сповільнює татарів, а тухольці закидують їх згори камінням. Бурунда погрожує вбити Максима, якщо йому не забезпечать безпечний вихід з ущелини, повідомити про що посилає Тугара. Мирослава благає Захара погодитись, але той відмовляється рятувати сина, знаючи, що інакше загинуть тисячі по той бік Карпат. Брат Максима, Любомир, вирушає до татарів виграти час, вдавши ніби прийшов з відповіддю. Борючись за пліт, залишки татарів тонуть. Разом з ними добровільно топиться Тугар, а також тонуть Максим і Любомир. Захар з уцілілими тухольцями спостерігають світанок над врятованими дорогою ціною Карпатами.

## У головних ролях
- Василь Симчич — Захар Беркут
- Іван Гаврилюк — Максим
- Антоніна Лефтій — Мирослава
- Кость Степанков — Тугар Вовк
- Борислав Брондуков — Бурунда
- Болот Бейшеналієв — Пета
- Іван Миколайчук — Любомир
- Федір Панасенко — Дмитро Вояк
- Володимир Прокоф'єв — товмач

В епізодах: Віталій Розстальний, Борис Савченко, Володимир Шакало, Лев Перфілов, Георгіос Совчіс, Валерій Панарін, Володимир Олексієнко, Лілія Гурова, Лев Колесник, Найдан Гендунова, Журахон Рахмонов, С. Халтагарова, А. Ільїн, Геннадій Данзанов, П. Чичканов, Микола Федорцев, Галина Левченко, Олександр Липов, Герман Колушкін, Євген Хринюк, Георгій Якутович, Микола Яковченко (немає в титрах)

## Знімальна група
- Сценарист і автор текстів пісень: Дмитро Павличко
- Режисер-постановник: Леонід Осика
- Оператор-постановник: Валерій Квас
- Головний художник: Георгій Якутович
- Художник-постановник: Михайло Раковський
- Композитор: Володимир Губа
- Режисер: Л. Колесник
- Звукооператор: Анатолій Чернооченко
- Оператори: О. Мартинов, Борис Березка, К. Лавров
- Художники:
  - по декораціях: Н. Аристов, В. Кашин
  - по костюмах: Людмила Семикіна, Алла Шестеренко
  - по гриму: Олексій Матвєєв, Олена Парфенюк
- Монтажер: Марфа Пономаренко
- Редактор: Л. Чумакова
- Майстер світла: С. Стадников
- Комбіновані зйомки:
  - оператор: Олександр Пастухов
  - художник: Віктор Демінський
- Директор картини: Н. Юр'єва
- Хор Київської консерваторії під керуванням Павла Муравського
- Вокаліз: Валентина Купріна
- Дзвони: Вікторас Купрявічюс, Гедрюс Купрявічюс
- Державний заслужений симфонічний оркестр УРСР, диригент: Вадим Гнєдаш

## Нагороди
- 1971 — Головний приз, спеціальний диплом Валерію Квасу за оригінальну операторську роботу (кінофестиваль «Молодь — молодим», Дніпро)[2]
- 1972 — приз і премія за відтворення на екрані традицій народного героїчного епосу (Всесоюзний кінофестиваль, Тбілісі)[2]

## Похідні твори
- Дмитро Павличко (2017). Захар Беркут (кіносценарій) // Дмитро Павличко. Живиця: новели, оповідання, кіносценарії. Київ: Основи, 2017. 332 стор.: 274—336. ISBN 978-966-500-810-1